# Tom De Vries
Tom De Vries (Reet, 5 juni 1974) is een Belgisch politicus voor de VLD / Open Vld.

## Levensloop
De Vries genoot secundair onderwijs aan het Onze-Lieve-Vrouw-College (OLVI) te Boom. Vervolgens studeerde hij Rechten aan het UFSIA. Na het behalen van zijn kandidatuur in 1995 maakte hij de overstap naar Politieke en Sociale Wetenschappen aan de UIA, alwaar hij in 1999 als licentiaat afstudeerde. Als beroep werd hij actief als kaderlid bij Fidea.
Politiek actief werd hij in de aanloop naar de Vlaamse verkiezingen van 1999. De Vries stond toen op de 17e plaats op de VLD-kieslijst. Hij behaalde 1.281 voorkeurstemmen, maar werd niet verkozen. Bij de lokale verkiezingen van 2000 lukte het wel en werd hij verkozen als gemeenteraadslid te Niel vanop de tweede plaats op de kieslijst met 281 voorkeurstemmen. Kort daarop werd hij gemandateerd als schepen, de jongste ooit in die gemeente. Bij de federale verkiezingen van 2003 was hij vierde opvolger op de kieslijst voor de Kamer van volksvertegenwoordigers en behaalde 2.770 voorkeurstemmen.
Bij de gemeenteraadsverkiezingen van 2006 werd hij opnieuw verkozen vanop de tweede plaats op de kieslijst en werd vervolgens aangesteld als eerste schepen. Hij behaalde 628 voorkeurstemmen. Bij de federale verkiezingen van 2007 was hij kandidaat op de 17e plaats voor de Senaat. Hij kreeg 17.296 voorkeurstemmen. In 2011 was hij enkele maanden waarnemend burgemeester ter vervanging van burgemeester Luc Van Linden (sp.a). Bij de lokale verkiezingen van 2012 was hij lijsttrekker en behaalde 1.115 voorkeurstemmen. Hij werd aangesteld als burgemeester en leidde een coalitie van Open Vld en N-VA. De Vries bleef uiteindelijk burgemeester tot in mei 2024 en verliet daarna de actieve politiek om algemeen directeur te worden in Edegem.
In 2014 cumuleerde hij twaalf mandaten, waarvan zes bezoldigde.